# ويم كلايس
ويم كلايس هو ملحن بلجيكي، ولد في 29 يونيو 1961، وتوفي في 24 فبراير 2018.

## وصلات خارجية
- ويم كلايس على موقع ميوزك برينز (الإنجليزية)
- ويم كلايس على موقع ديسكوغز (الإنجليزية)